# Julia Sedefdjian
Julia Sedefdjian, née le 26 décembre 1994 à Nice (Alpes-Maritimes), est une cheffe cuisinière française. Elle est cheffe du restaurant parisien Baieta récompensé d'une étoile Michelin.
En janvier 2016, elle devient à 21 ans la plus jeune cheffe étoilée de France, alors qu'elle est aux commandes du restaurant les Fables de La Fontaine, dans le 7e arrondissement,.

## Biographie

### Jeunesse et formation
Fille d'un père comptable d’origine arménienne et d'une mère d’ascendance sicilienne, radiologue dans le milieu hospitalier, Julia Sedefdjian grandit avec ses deux frères à Nice,. Elle pense d'abord devenir vétérinaire, mais finalement, après sa troisième, elle entre en 2009 en apprentissage à l'école hôtelière et de tourisme Paul Augier, à l'âge de 14 ans. Elle obtient un CAP cuisine, puis un CAP pâtisserie. Elle effectue son apprentissage auprès du chef David Faure, au restaurant l'Aphrodite où elle découvre la cuisine moléculaire associée aux recettes traditionnelles niçoises. En 2012, Julia Sedefdjian obtient la médaille d'or au concours régional du Meilleur Apprenti de France.

### Carrière
La même année elle s'installe à Paris et grâce à Pôle Emploi, trouve un poste de commis au restaurant étoilé Les Fables de La Fontaine, spécialisé dans les poissons. Au bout de six mois, elle devient demi-cheffe de partie. Elle y devient sous-cheffe en 2013, puis en février 2015, à tout juste vingt ans, elle devient cheffe à la suite du départ d'Anthony David.
En février 2016, elle conserve l'étoile Michelin de l'établissement après avoir pourtant complètement revu la carte et divisé par deux le prix des plats. À 21 ans, elle est la personne la plus jeune à avoir une étoile Michelin.
En mars 2018, avec deux collègues des Fables de la Fontaine, son second de cuisine Sébastien Jean-Joseph et son directeur de salle Gregory Anelka, elle ouvre son propre restaurant nommé Baieta (« bisou » en nissart), rue de Pontoise, dans le 5e arrondissement. Le restaurant propose une cuisine méditerranéenne à des prix abordables.
En septembre 2018, dans le même îlot d'immeubles que Baieta, elle ouvre un second établissement, le bar à manger BÔ (« bisou » en créole), qui propose une carte de tapas d'inspiration caribéenne.

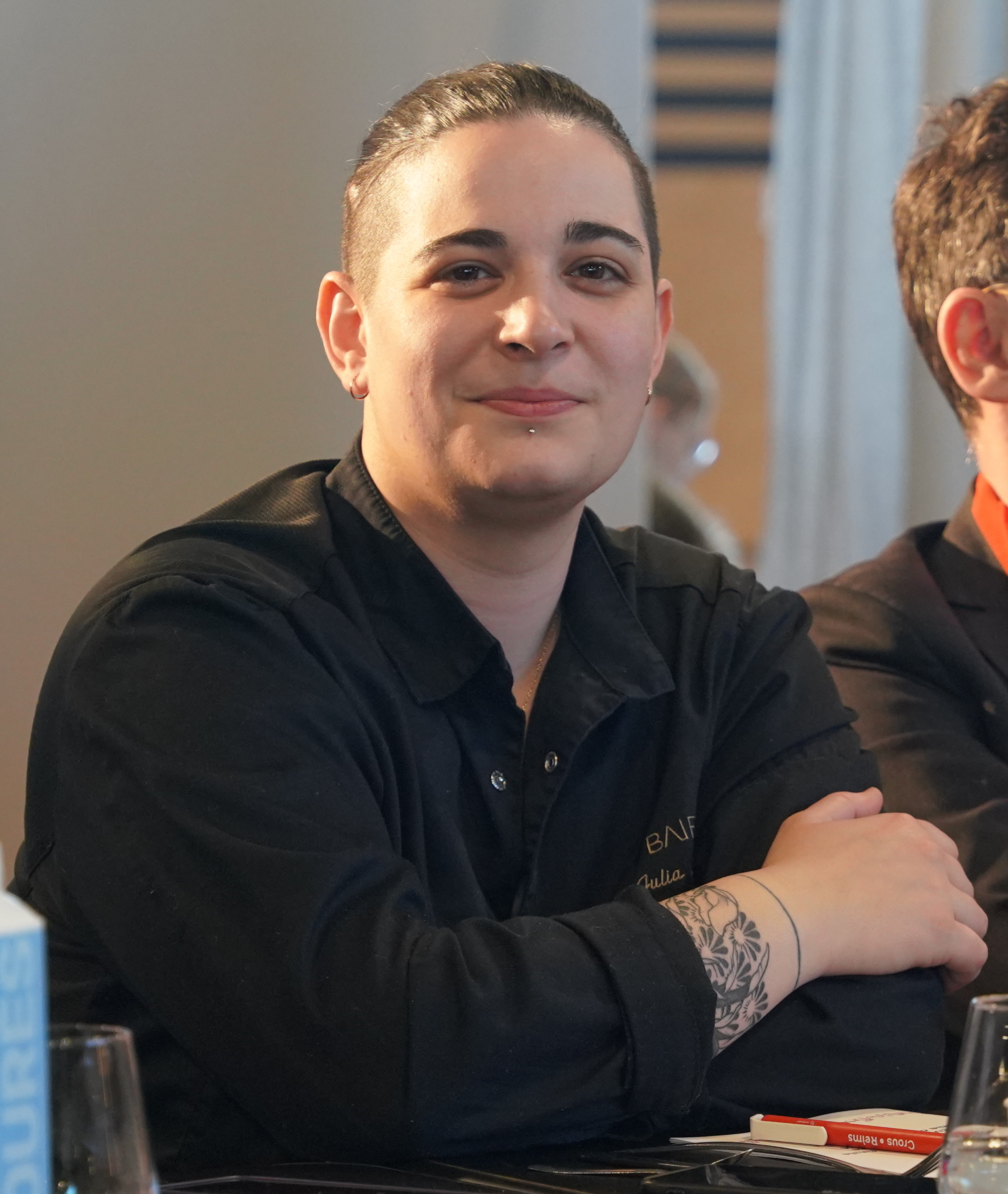
En 2024.

Le 21 janvier 2019, le Guide Michelin décerne une étoile au restaurant Baieta. Julia Sedefdjian est une des rares femmes étoilées au guide Michelin.